# Neogeomyza antennata
Neogeomyza antennata är en tvåvingeart som beskrevs av Seguy 1938. Neogeomyza antennata ingår i släktet Neogeomyza och familjen lövflugor.
Artens utbredningsområde är Kenya. Inga underarter finns listade i Catalogue of Life.